# Че те обичам, обичам те
„Че те обичам, обичам те“ (на испански: De que te quiero, te quiero) е мексиканска теленовела от 2013 г., режисирана от Клаудия Елиса Агилар, и продуцирана от Лусеро Суарес за Телевиса. Адаптация е на венецуелската теленовелата Carita pintada от 1999 г., създадена от Валентина Парага.
В главните роли са Ливия Брито и Хуан Диего Коварубиас, изпълняващ положителна и отрицателна роля, а в отрицателните са Есмералда Пиментел, Фабиола Гуахардо и Аарон Ернан. Специално участие вземат Синтия Клитбо, Марсело Кордоба, Марисол дел Олмо и Херардо Мургия.

## Сюжет
Наталия и Диего се запознават във Веракрус, и любовта между двамата се заражда още в първия момент. Диего е млад и красив бизнесмен, благороден по душа, който живее в град Мексико, вицепрезидент на Industrias Caprico и внук на могъщия дон Висенте Касерас, озлобен и арогантен мъж. Наталия е красиво момиче от бедно семейство, която работи в заведение за бързо хранене, избрана за кралица на селото на рибарите. Но тя не знае, че Диего има близнак – Родриго, съблазнител и безскрупулен мъж. В нощта на коронацията той, представяйки се за Диего, се опитва да изнасили Наталия, но е спасена от Андрес, който винаги е бил влюбен в нея. Опитвайки се да я защити, Андрес се сбива с Родриго, който при удар изпада в кома. След случилото се Наталия и семейството ѝ заминават за Мексико.

## Актьори
Част от актьорския състав:
- Ливия Брито – Наталия Гарсия Пабуена
- Хуан Диего Коварубиас – Диего Касерас / Родриго Касерас
- Синтия Клитбо – Кармен Гарсия Пабуена
- Марсело Кордоба – Елеасар Медина Суарес
- Аарон Ернан – Висенте Касерас
- Марисол дел Олмо – Ирене Касерас
- Силвия Марискал – Лус Суарес вдовица де Медина
- Харердо Мургия – Тадео Варгас
- Лисардо – Роберто Еспарса / Карлос Перейра
- Есмералда Пиментел – Диана Мендоса де Касерас
- Фабиола Гуахардо – Бриджит Гарсия Пабуена
- Карлос Феро – Алонсо Кортес
- Лаура Кармине – Симона Вердуско
- Добрина Кръстева – Алина де Мендоса
- Рикардо Клейнбаум – Джино Ричи
- Ракел Морел – Роса Валдес
- Марикрус Нахера – Хосефа
- Арлет Теран – Кунчетина Капоне де Ричи

## Премиера
Премиерата на Че те обичам, обичам те е на 1 юли 2013 г. по Canal de las Estrellas. Последният 186. епизод е излъчен на 16 март 2014 г.

## Награди и номинации
| 2014 | TVyNovelas (Мексико) |                                          |                           |            |
| 2014 | TVyNovelas (Мексико) | Най-добра теленовела                     | Лусеро Суарес             | Номинирана |
| 2014 | TVyNovelas (Мексико) | Теленовела мултиплатформа                | Теленовела мултиплатформа | Номинирана |
| 2014 | TVyNovelas (Мексико) | Най-добър актьор в главна роля           | Хуан Диего Коварубиас     | Печели     |
| 2014 | TVyNovelas (Мексико) | Най-добра актриса в отрицателна роля     | Есмералда Пиментел        | Номинирана |
| 2014 | TVyNovelas (Мексико) | Най-добра актриса в поддържаща роля      | Синтия Клитбо             | Печели     |
| 2014 | TVyNovelas (Мексико) | Най-добра първа актриса                  | Синтия Клитбо             | Номинирана |
| 2014 | TVyNovelas (Мексико) | Най-добър актьор в поддържаща роля       | Арон Ернан                | Номиниран  |
| 2014 | TVyNovelas (Мексико) | Най-добра актриса във второстепенна роля | Марисол дел Олмо          | Номинирана |

| 2014 | Награди ACE (Ню Йорк) |                  |                       |        |
| 2014 | Награди ACE (Ню Йорк) | Най-добър актьор | Хуан Диего Коварубиас | Печели |

## Версии
- Че те обичам, обичам те е адаптация на венецуелската теленовела Carita pintada от 1999 г.